# Somchai Neelapaijit
Somchai Neelapaijit, född 1951, var en thailändsk muslimsk advokat, som kidnappades och sannolikt mördades 2004. 
Neelapaijit tog examen 1976, och började företräda fattiga och utsatta människor. Han tog sig an fall som andra advokater inte ville eller vågade, och fick öknamnet "banditernas advokat". I början av 2004 företrädde han fyra män som sade sig ha blivit torterade av säkerhetstjänsten. Det ledde till flera mordhot, och den 12 mars tvingades han in i en bil av okända män och försvann. Eftersom han var en känd person väckte hans försvinnande uppmärksamhet, som snarast ökade när premiärminister Thaksin Shinawatra förklarade det hela med att Neelapaijit förmodligen grälat med sin fru och valt att hålla sig undan en tid. Både i Thailand och i utlandet restes krav på att fallet skulle utredas, och i april greps fyra poliser. I slutändan befanns bevisen för deras eventuella inblandning emellertid vara bristfälliga. En av poliserna dömdes till ett kort fängelsestraff för tvång, medan de tre andra frikändes helt. 
Neelapaijit antas vara död, även om hans kropp aldrig har hittats. 